# José Pastor

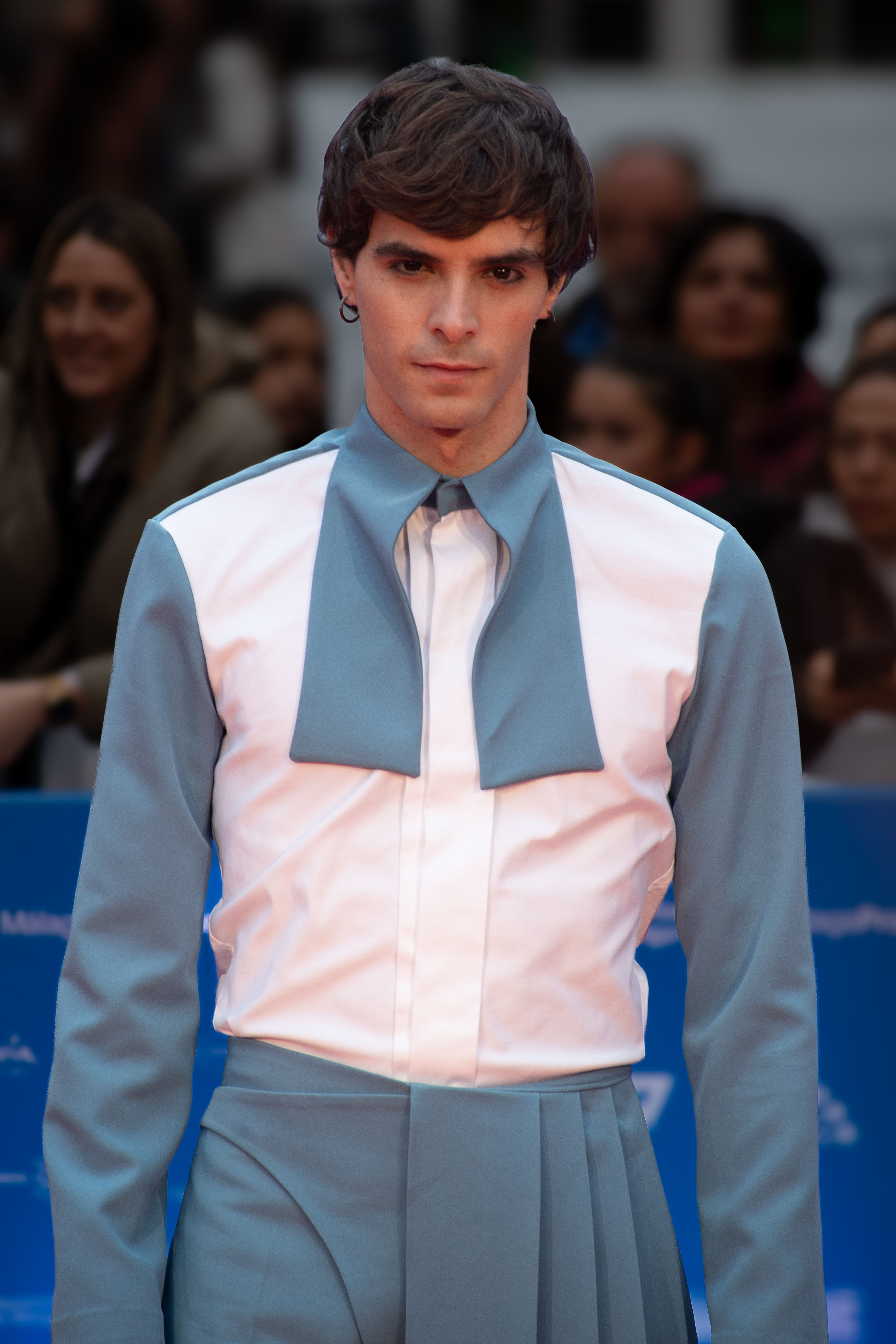
José Pastor

José Pastor Gómez (* 7. Februar 1996 in Málaga) ist ein spanischer Schauspieler.

## Leben und Karriere
Pastor wurde in Málaga geboren. Er absolvierte seine Schauspielausbildung an der Escuela Superior de Arte Dramático. Sein Debüt gab er 2018 in der Serie La otra mirada. Von 2020 bis 2021 spielte er eine Hauptrolle in der Telenovela Acacias 38.
Bekanntheit erlangte er 2022 durch seine Darstellung in der Serie Bosé. Für diese Rolle erhielt Pastor eine Nominierung bei den Actors and Actresses Union Awards als „Bester Hauptdarsteller in einer Fernsehserie“. Im selben Jahr wurde er für den Film Piggy gecastet. Später folgten Auftritte in den Serien La Templanza, Valeria und Nicht eine mehr.

## Filmografie
Filme
- 2019: Al óleo
- 2022: Piggy (Cerdita)
- 2025: La tregua

Serien
- 2018–2019: La otra mirada
- 2019–2021: Acacias 38
- 2021: La templanza
- 2022: Bosé
- 2023–2025: Valeria
- 2015: El Marqués
- 2024: Nicht eine mehr (Ni una más)
- 2025: Entre tierras